# Landpost

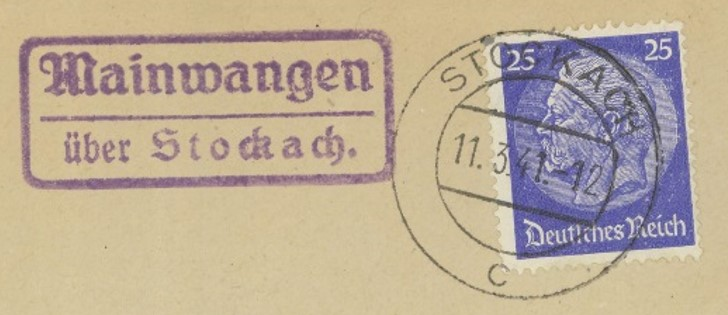
Landpoststempelabdruck (links)

Landpost (auch Landposten, Landpostdienst und Landverkraftung genannt) umfasste die Zuführung der Postsendungen an Bewohner auf dem Lande in Orten ohne Postanstalt und die Einsammlung der von ihnen auszuliefernden Postsendungen durch Landzusteller und Posthilfstellen.
Stempelabdrucke von Posthilfstellen werden von Philatelisten als „Landpoststempel“ bezeichnet.

## Weblink
- Landpost bei briefesammler.com. Abgerufen am 2. Mai 2013